# Бьёрн Железнобокий
Бьёрн Железнобо́кий (др.-сканд. Björn Járnsíða, швед. Björn Järnsida) — полулегендарный король Швеции, живший в IX веке. Он считается первым правителем Швеции из Дома Мунсё. В начале XVIII века курган на острове Мунсё был назван могилой Бьёрна Железнобокого (швед. Björn Järnsidas hög, hög происходит от др.-сканд. haugr — курган, могильный холм).

## Биография
Бьёрн Железнобокий, один из сыновей Рагнара Лодброка, в 859 году достиг Гибралтара и разграбил средиземноморское побережье Марокко. Затем его путь лежал на Балеарские острова и в Прованс. В 862 году Бьёрн вернулся в Британию, разорив на обратном пути Валенсию.
В «Саге о Хервёр», как и в «Саге о сыновьях Рагнара Лодброка», повествуется о том, что Эйстейнн Жестокий был убит Бьёрном и его братьями и что они завоевали всю Швецию. Когда умер Рагнар Лодброк, его титул конунга унаследовал Бьёрн Железнобокий. У него было двое сыновей, Рефил Бьёрнсон и Эрик Бьёрнсон, который стал следующим конунгом Швеции. В «Саге о Ньяле» называется ещё один сын, Хроальд, потомки которого обосновались в Исландии, где вошли в число самых знатных родов (потомками Хроальда и, соответственно, Бьёрна были Торд с Мыса и знаменитый мореплаватель Торфинн Карлсефни).

## В кино
- «Викинги» / Vikings (2013—2020; Ирландия, Канада); в роли Бьёрна в детстве — Нэйтан О’Тул, в роли взрослого Бьёрна — Александр Людвиг. При этом в сериале его матерью является Лагерта, а не Аслауг.